# 비스타보츠니 첸트르역
비스타보츠니 첸트르 역(러시아어: Выставочный центр)은 모스크바 모노레일의 역이다. 1992년부터 2014년까지 러시아 전시장의 이름을 따서 명명되었고, 현재는 베데엔하(VDNKh)라는 명칭을 사용하고 있다. 이 역은 06시 50분에 문을 열고 23시에 문을 닫는다.

## 역사
비스타보츠니 첸트르 역은 처음 4개 역과 함께 2004년 11월 20일에 개통되었다(9일 후에 개통된 남쪽 종착역 티미랴젭스카야 역 제외). 단 두 편성의 열차만 노선에서 운행되었고, 열차 배차 간격은 30분으로 운영 시간은 10시부터 16시까지였다. 승객들은 울리차 세르게이 예이젠시테이나 역에서만 열차에 탑승할 수 있었다. 2008년 1월 10일, 모노레일은 6:50 ~ 23:00 승객을 위한 정기 운행을 시작했고, 어느 역에서나 열차에 탑승할 수 있게 되었다. 또한, 티켓 가격은 50루블에서 19루블로 인하되었다.

## 지리
국민 경제 달성 박람회와 러시아 우주박물관(Мемориальный музей космонавтики)이 인근에 위치한다.

## 환승
비스타보츠니 첸트르 역에서는 모스크바 지하철 칼루시스코 리시스카야 선의 베데엔하 역으로 환승할 수 있다.

## 사진

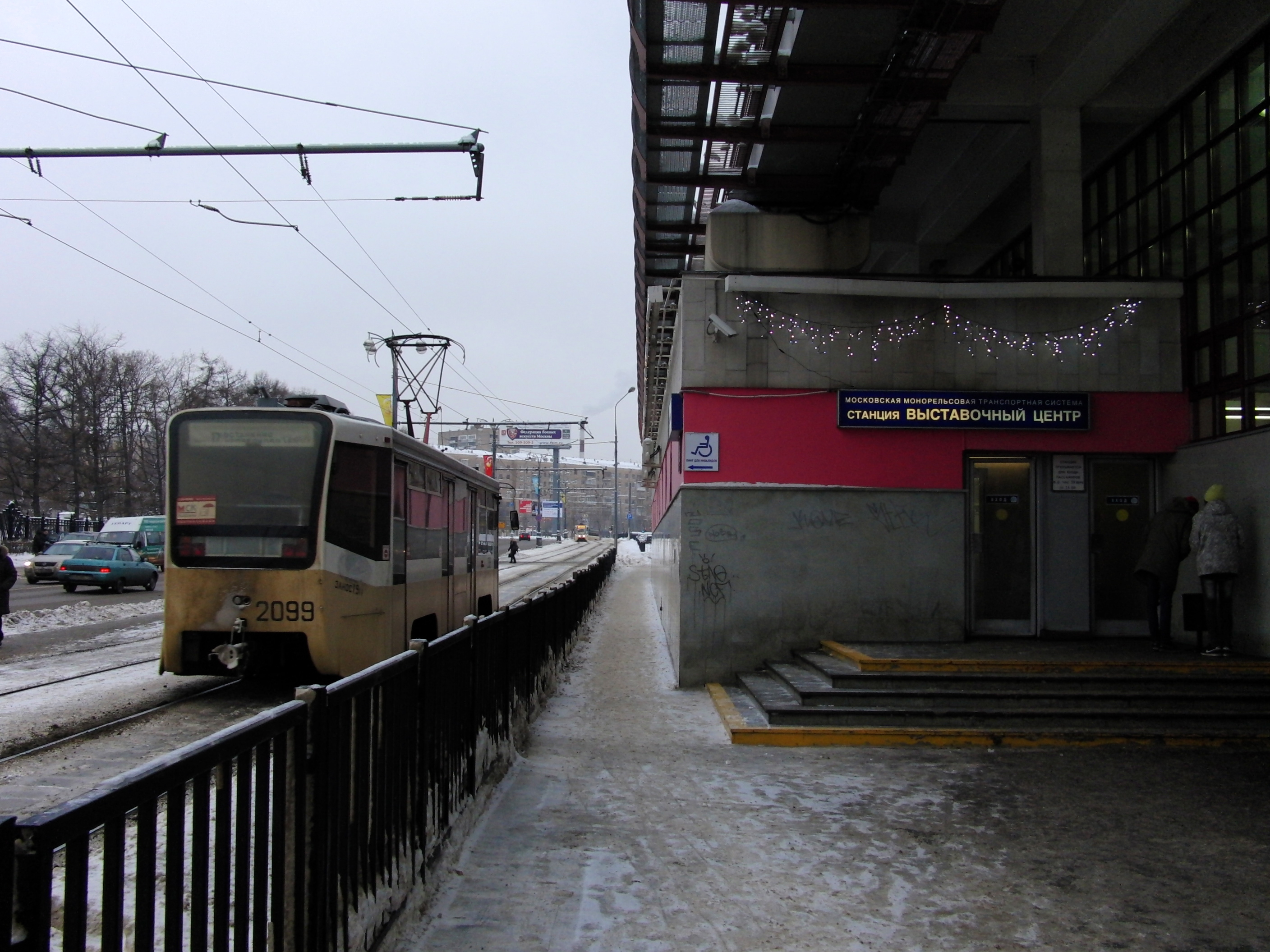
출구
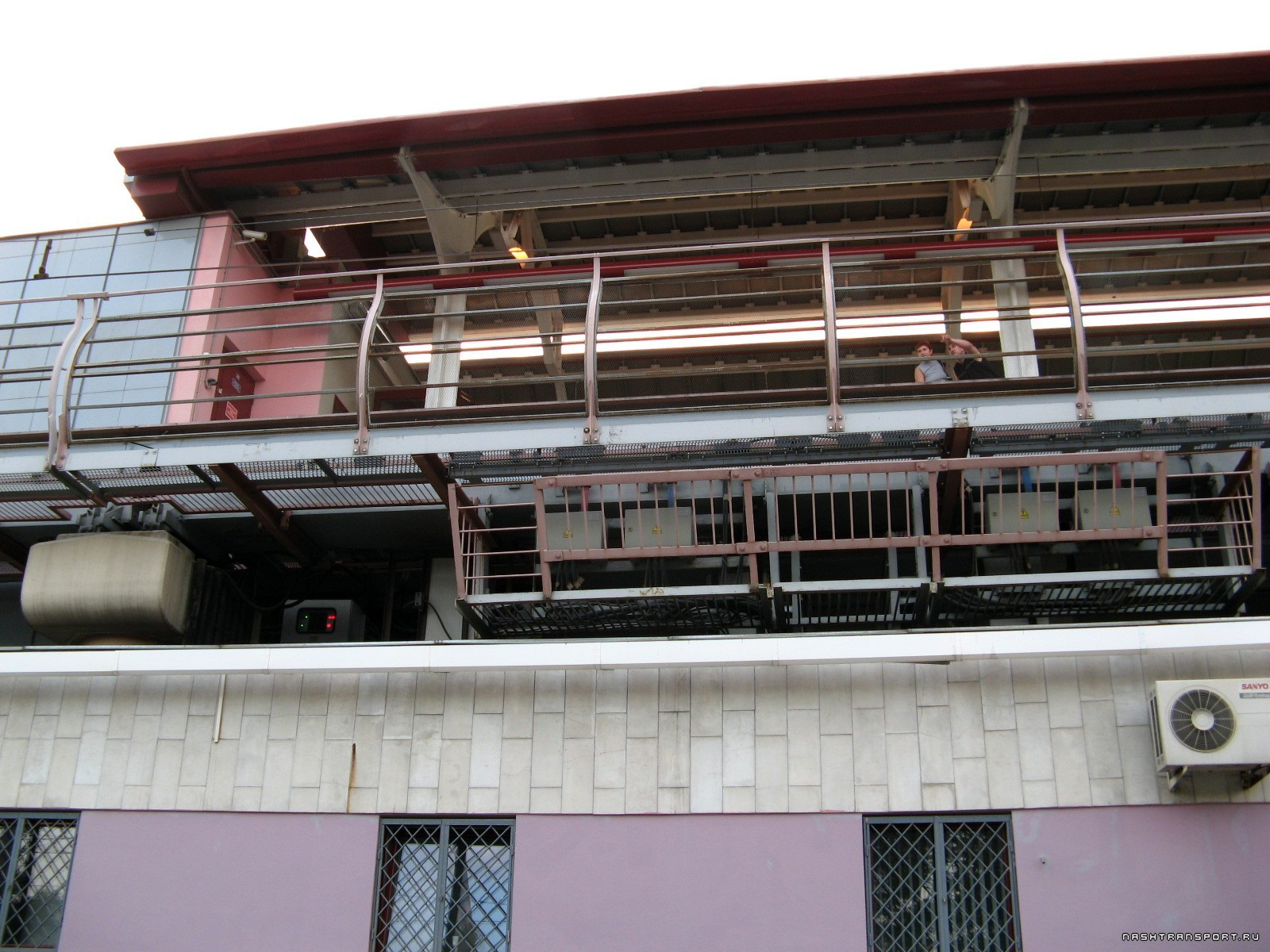
열 관리 장치기
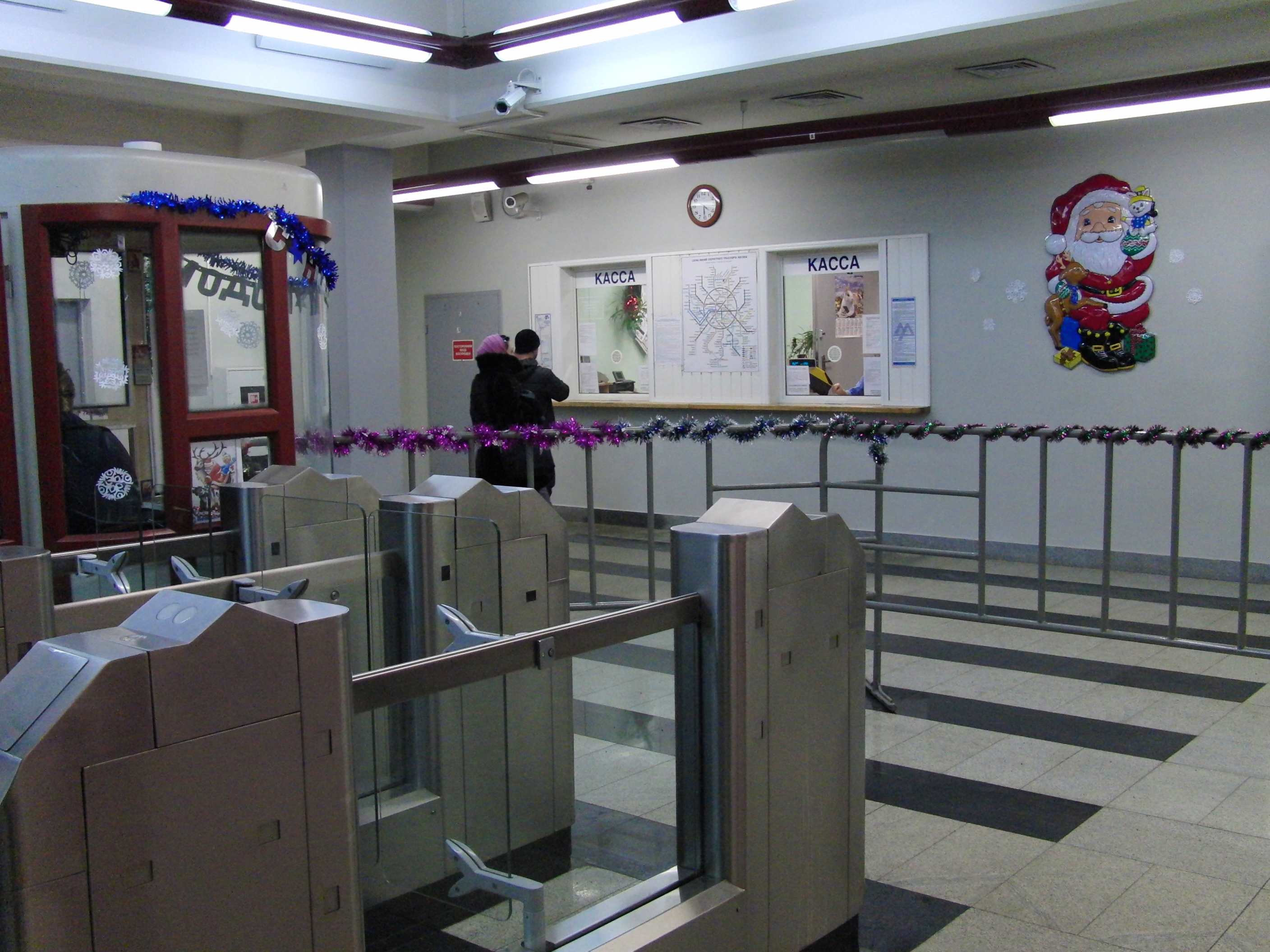
로비
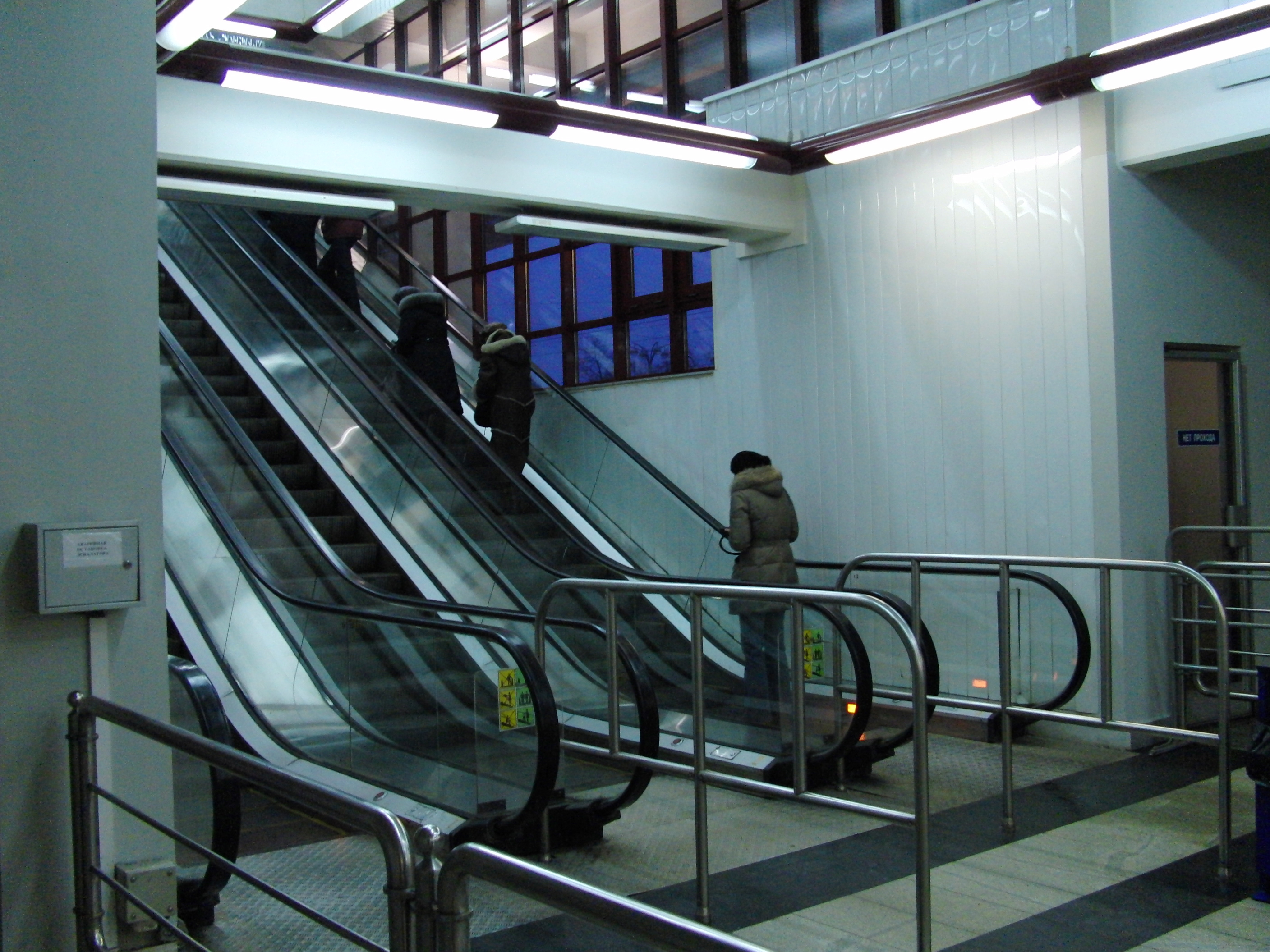
에스컬레이터
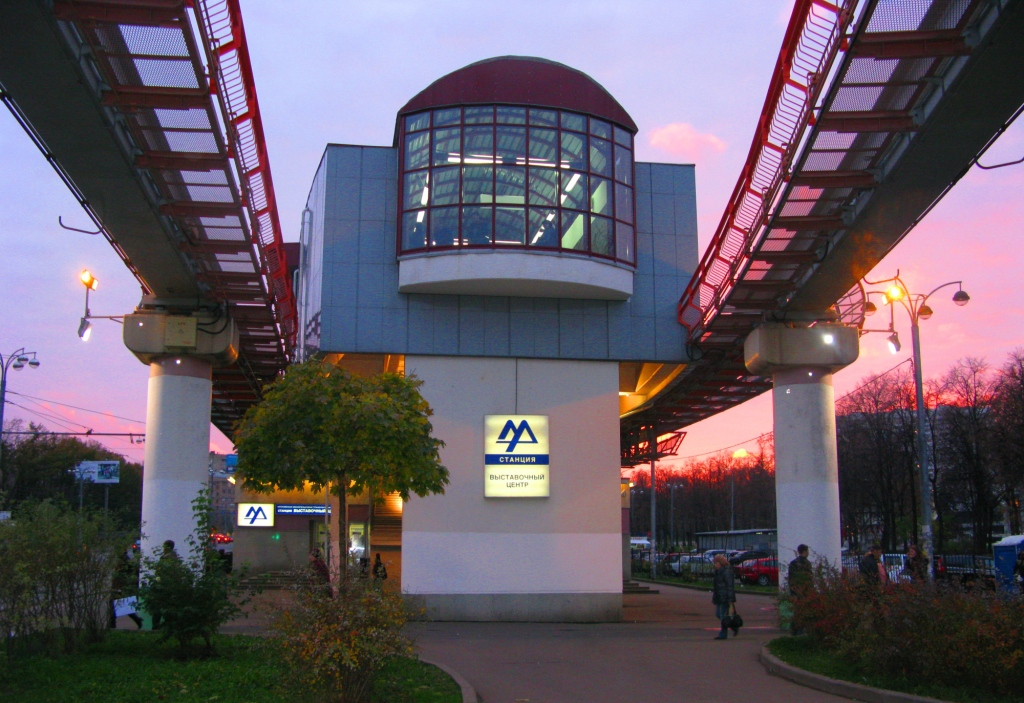
역사 전경
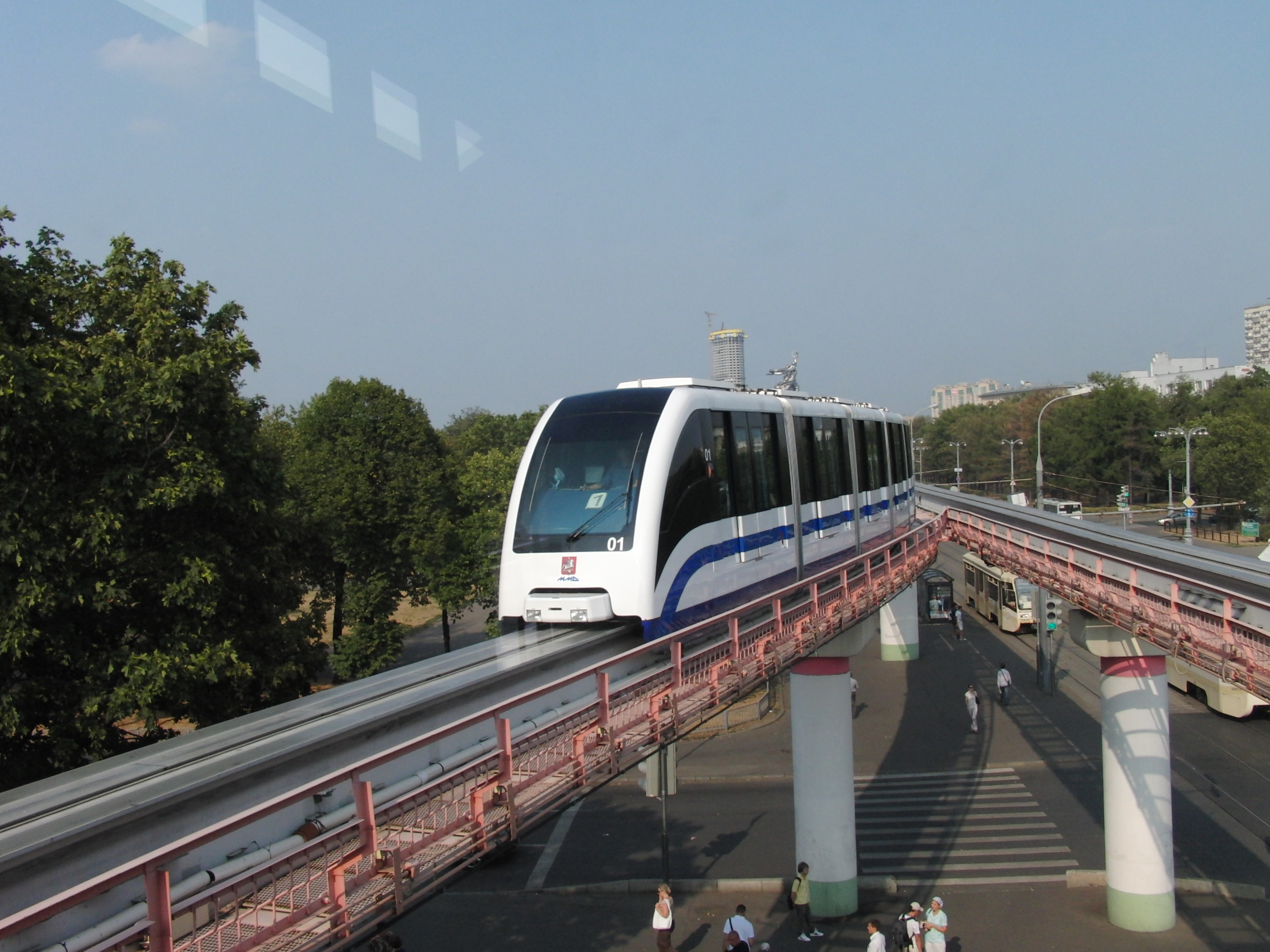
진입 중인 열차

## 같이 보기
- (러시아어) 모노레일 역사 소개